# Видукинд Саксонский
Видукинд (Виттекинд; нем. Widukind, Wittekind; около 755 — 7 января 807) — вождь язычников-саксов в их борьбе против Франкского государства.

## Биография
О жизни Видукинда известно немного. Его имя буквально переводится как «Дитя леса», и, скорее всего, в древности было не собственным именем, а кеннингом волка. 
Авторство всех известных источников, повествующих о нём, принадлежит его врагам, франкам, которые повествуют о нём в негативных красках, показывая его «мятежником» и «предателем». Хотя Видукинд считается лидером сопротивления саксов во время их борьбы с франками, его подлинная роль как военачальника неизвестна.
Видукинд лично не участвовал в боях, предпочитая командовать издали. В 777 году он бежал в тогда ещё языческую Данию, откуда и руководил саксонскими повстанцами. В 782 году Видукинд подготовил удачное восстание и нанёс поражение франкам в сражении при Зюнтеле на берегах Везера. В 785 году сдался королю франков Карлу Великому, перешёл вместе со своим соратником Аббио в христианство и был помилован, в отличие от множества саксонских повстанцев, казнённых франками.

## Легенды
Жизнь Видукинда обросла множеством легенд; со временем он стал представать как святой («Блаженный Видукинд») и строитель многих церквей. Считается, что он умер в 807 году; день, в который чтут его память, является праздником и отмечается 6 января.
Утверждается, например, что до крещения Видукинд ездил на чёрном коне, а крестившись, пересел на белого. Белого или черного коня можно найти на многих флагах и гербах Англии, бывшего королевства Ганновер, Германии (государственные флаги Северного Рейна-Вестфалии и Нижней Саксонии, герб Херфорда) и Нидерландов (флаг Твенте).